# Le Lac Majeur
Pour l’article homonyme, voir Lac Majeur.
Singles de Mort Shuman
She's Gonna Give Me a Baby
(1970) Brooklyn by the Sea
(1973)
Pistes de Amerika
Puerto Rico en el corazón
(5) Shami-sha
(7)
Singles de Wess
Voglio stare con te (avec Dori Ghezzi)
(1972) Il primo appuntamento
(1973)
Pistes de Wess Johnson
Scusa se ti lascio
(2)
Le Lac Majeur est une chanson de Mort Shuman sortie en single en 1972 et parue sur l'album Amerika la même année. Elle est écrite par Étienne Roda-Gil et composée par Mort Shuman. La chanson est initialement boudée par les radios, qui la trouvent trop longue car elle dure plus de cinq minutes. La chanson étant réclamée par les auditeurs, les stations de radio se sont retrouvées contraintes de la diffuser.

## La chanson

### Écriture et composition
Le texte de cette chanson se réfère à Mikhaïl Bakounine, qui fit tirer le 13 juillet 1874 un feu d'artifice en l'honneur de sa femme à Minusio, face au lac Majeur. C'est donc plus de cendres du feu d'artifice que de neige dont il est question dans cette chanson, et du désenchantement des révolutions anarchistes italiennes de l'époque,.

### Adaptations et reprises
Shuman a également enregistré la chanson en italien et allemand sous les titres Il Lago Maggiore et Lago Maggiore im Schnee, ces versions seront reprises: la première, par Wess et, la deuxième, par Vicky Leandros; toutes les deux en 1973.
L'artiste malien Salif Keïta reprend le titre en 1997 sur son album Sosie.

## Classements
| Classement (1972-1973)                  | Meilleure position |
| --------------------------------------- | ------------------ |
| Belgique (Flandre Ultratop 50 Singles)  | 7                  |
| Belgique (Wallonie Ultratop 50 Singles) | 1                  |
| France (CIDD)                           | 1                  |
| Pays-Bas (Nederlandse Top 40)           | 1                  |
| Pays-Bas (Single Top 100)               | 1                  |
| Suisse (RSR)                            | 6                  |